# Федоров Василь Федорович
Василь Федорович Федоров (1802—1855) — російський та український астроном, з 1837 професор, 1843—1847 ректор Київського університету.

## З біографії
Народився в Петербурзі. Закінчив Дерптський університет. Ще будучи студентом в 1825 був призначений помічником директора Дерптської обсерваторії. У 1829 брав участь в експедиції на гору Арарат для визначення висот її вершин і точного географічного положення. У 1833—1837 здійснив експедицію до Сибіру для визначення координат географічних пунктів. Визначив широту 79 і довготу 42 пунктів від Єкатеринбурга до Красноярська і Єнісейська.
З 1837 до кінця життя Федоров був професором астрономії Київського університету, в 1843—1847 — його ректором. Організатор і перший директор астрономічної обсерваторії у Києві.
У 1845 році визначив координати Київського меридіану.

## Публікації
- «Auszug aus Fedorov's astronom. und trigonometrischen Beobachtungen, auf Parrot's Reise zum Ararat und deren Resultate», 1834;
- «Auszuge aus Fedorov's Briefen an W. Struve», 1835 (на русском языке в «Журнале Мин. Народного Просвещения», 1834 г., ч. III);
- Rapport sur le voyage de M. Fedoroff en Siberie par W. Struve";
- Vorlaufige Berichte uber die von ihm in den Jahren 1832—1837 in West-Sibirien ausgefuhrten astron.-geograph. Arbeiten. Herausgegeb. von W. Struve, St.-Petersb.", 1838;
- «О мнимом противоречии между истинами, явствующими из познания неба видимого — вещественного, и истинами, в которых открывается человеку небо невидимое — духовное» (речь, читанная на акте 15-го июля 1837 г.; «Журнал Мин. Народного Просвещения», ч. XXV);
- «О солнечном затмении, бывшем в России 26-го июня 1842 г., в Чернигове» («Журнал М. Н. Пр.», ч. XXXV)
- «О мерах, какие со стороны астрономической обсерватории университета св. Владимира приняты были для наблюдения солнечного затмения, бывшего 16/28 июля 1851 г.».